# David Oteo
David Oteo (* 27. Juli 1973 in Mexiko-Stadt) ist ein ehemaliger mexikanischer Fußballspieler auf der Position eines Innenverteidigers. 

## Leben

### Verein
Oteo begann seine Karriere als Profifußballspieler 1992 bei seinem „Heimatverein“ Club Universidad Nacional, für den er sein Debüt in der mexikanischen Primera División in einem am 15. August 1992 ausgetragenen Heimspiel gegen Deportivo Toluca gab, das mit 4:0 gewonnen wurde. Sein erstes Tor in der Primera División erzielte er am 6. Februar 1994 in einem Heimspiel gegen die Tiburones Rojos Veracruz, das ebenfalls 4:0 gewonnen wurde. Mit seinem Kopfballtor zum 3:0 in der 20. Minute hatte Oteo für die frühe Vorentscheidung gesorgt. 
Nach siebenjähriger Zugehörigkeit zu den Pumas wechselte er 1999 zu den UANL Tigres, mit denen er zweimal (Invierno 2001 und Apertura 2003) mexikanischer Vizemeister wurde: in beiden Fällen wurden die Finalspiele gegen den CF Pachuca verloren: im Winter 2001 mit 0:2 und 1:1, im Sommer 2003 mit 1:3 und 1:0 (in den ersten drei Spielen wirkte Oteo mit, beim 1:0-Sieg war er nicht dabei). 
Zuletzt spielte Oteo in der zweiten mexikanischen Liga bei den Tiburones Rojos Veracruz und anschließend für die Guerreros Hermosillo, in deren Reihen er seine aktive Laufbahn in der Apertura 2010, an deren Ende der Guerreros FC sich aus der Liga zurückzog, ausklingen ließ.

### Nationalmannschaft
Zwischen dem 8. Juni 1996 (1:0 gegen Bolivien) und dem 7. Juli 2004 (2:2 gegen Uruguay) bestritt Oteo insgesamt zwölf Länderspieleinsätze für die mexikanische Nationalmannschaft. Sein einziges Länderspieltor gelang ihm am 27. Juni 2004 zum Zwischenstand von 6:0 in der 59. Minute beim 8:0-Sieg über die Auswahl der Dominikanischen Republik. Oteo gehörte zum mexikanischen Aufgebot beim Confederations Cup 2001 und bei der Copa América 2004.

## Erfolge
- Mexikanischer Vizemeister: Invierno 2001, Apertura 2003